# Mon Science & Vie Junior
 (novembre 2017).
Mon Science & Vie Junior est une chaîne de télévision thématique française dédiée à l'univers des sciences de la vie et de la Terre pour les enfants et adolescents.

## Histoire
Mon Science & Vie Junior voit le jour le 31 mars 2016 issue d'une association entre Mondadori France et AB Groupe accordée au magazine papier Science & Vie Junior.
La chaîne est arrêtée le 12 janvier 2023, en même temps qu'Ultra Nature.

## Identité visuelle

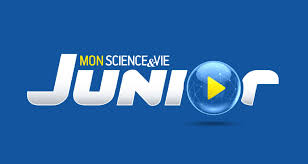
Logo de la chaîne depuis le 31 mars 2016

## Annexe